# تسفي روزين
تسفي روزين (بالعبرية: צבי רוזן‏) هو مدرب كرة قدم ولاعب كرة قدم إسرائيلي، ولد في 23 يونيو 1947 في كولونيا في ألمانيا. شارك مع منتخب إسرائيل لكرة القدم. أما مع النوادي، فقد لعب مع نادي مكابي تل أبيب.

## وصلات خارجية
- تسفي روزين على موقع الاتحاد الدولي (مؤرشف)  (الإنجليزية)
- تسفي روزين على موقع قاعدة بيانات كرة القدم.إي يو (الإنجليزية)
- تسفي روزين على موقع ناشيونال فوتبول تيمز (الإنجليزية)
- تسفي روزين على موقع عالم كرة القدم.نت (الإنجليزية)
- تسفي روزين على موقع أوليمبيديا (الإنجليزية)